# イグナツィ・モシチツキ
イグナツィ・モシチツキ（ポーランド語: Ignacy Mościcki; ポーランド語発音: [iɡˈnatsɨ mɔɕˈtɕit͡skʲi]]、1867年12月1日 - 1946年10月2日）は、ポーランドの化学者、政治家、大統領（1926年 - 1939年）。ポーランドの歴史において、最も長く大統領職に就いた人物である。

## 来歴
ポーランド王国ミェジャノヴォ（Mierzanowo; 現マゾフシェ県チェハヌフ郡の小村）出身。ワルシャワの学校を修了後、リガ工科大学にて化学を学んだ。そこで、ポーランドの左派地下組織「プロレタリアート」に参加した。
卒業後はワルシャワに戻ったが、皇帝派の秘密警察にシベリアでの終身刑をちらつかされ、1892年にロンドンへの移住を余儀なくされた。1896年にスイスのフリブール大学に助教授として招かれ、そこで彼は硝酸の安価な工業的生産法の特許を取得した。
1912年にレンベルク（当時はオーストリア=ハンガリー帝国内のガリツィア・ロドメリア王国の首都、後にポーランド領となった際の呼称はルヴフ（Lwów）、現ウクライナのリヴィウ州リヴィウ）に移住し、レンベルク工科大学で物理化学と電気化学技術の教鞭を執った。1925年にルヴフ工科大学（現在のリヴィウ工科大学、前述のレンベルク工科大学も同じ）の学長に選ばれたが、その後ワルシャワに移り、ワルシャワ工科大学で自身の研究を続けた。

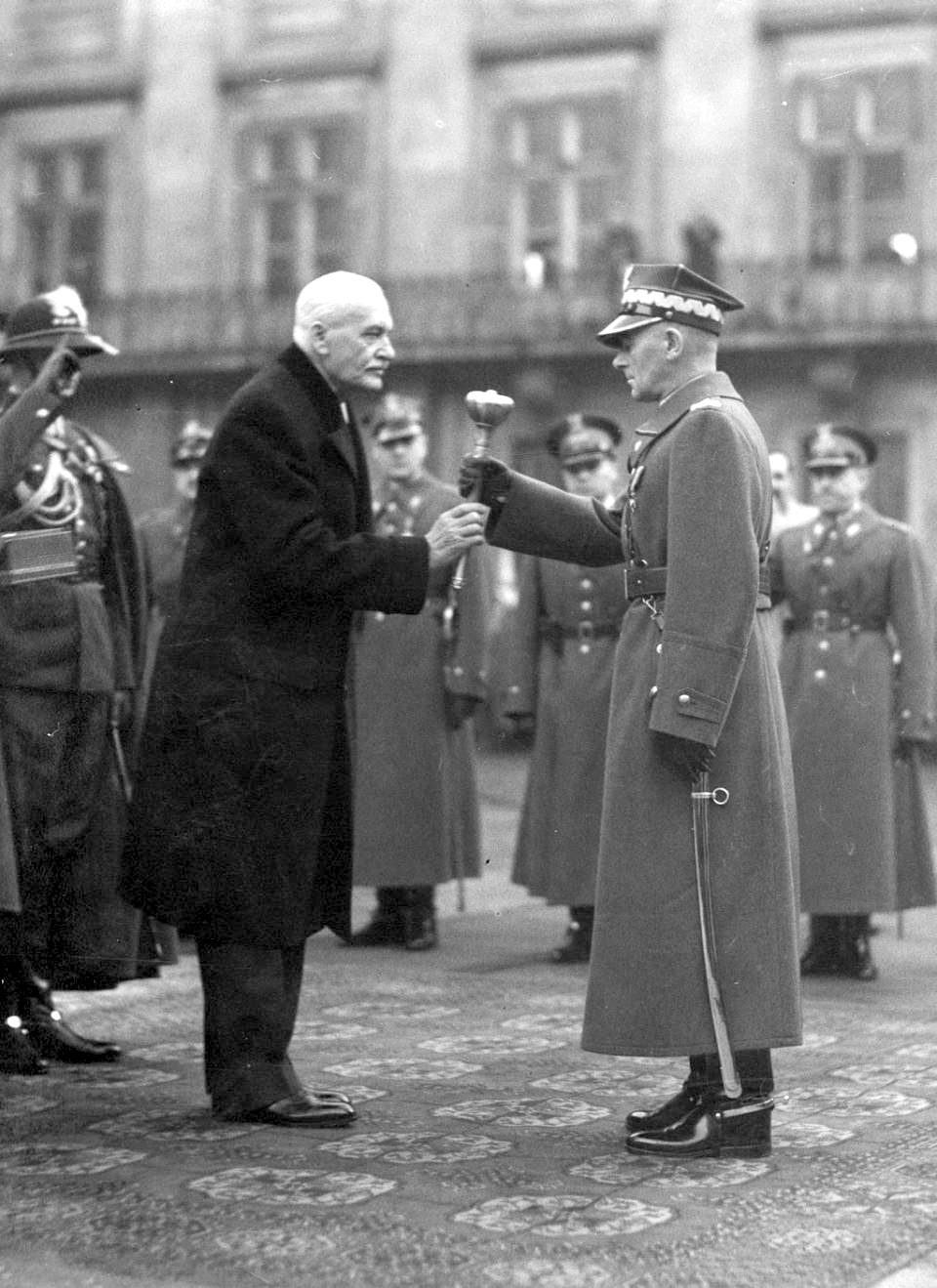
エドヴァルト・リッツ＝シミグウィにブワヴァ（buława; ポーランドの元帥に与えられる官杖）を授けるモシチツキ。1936年11月10日

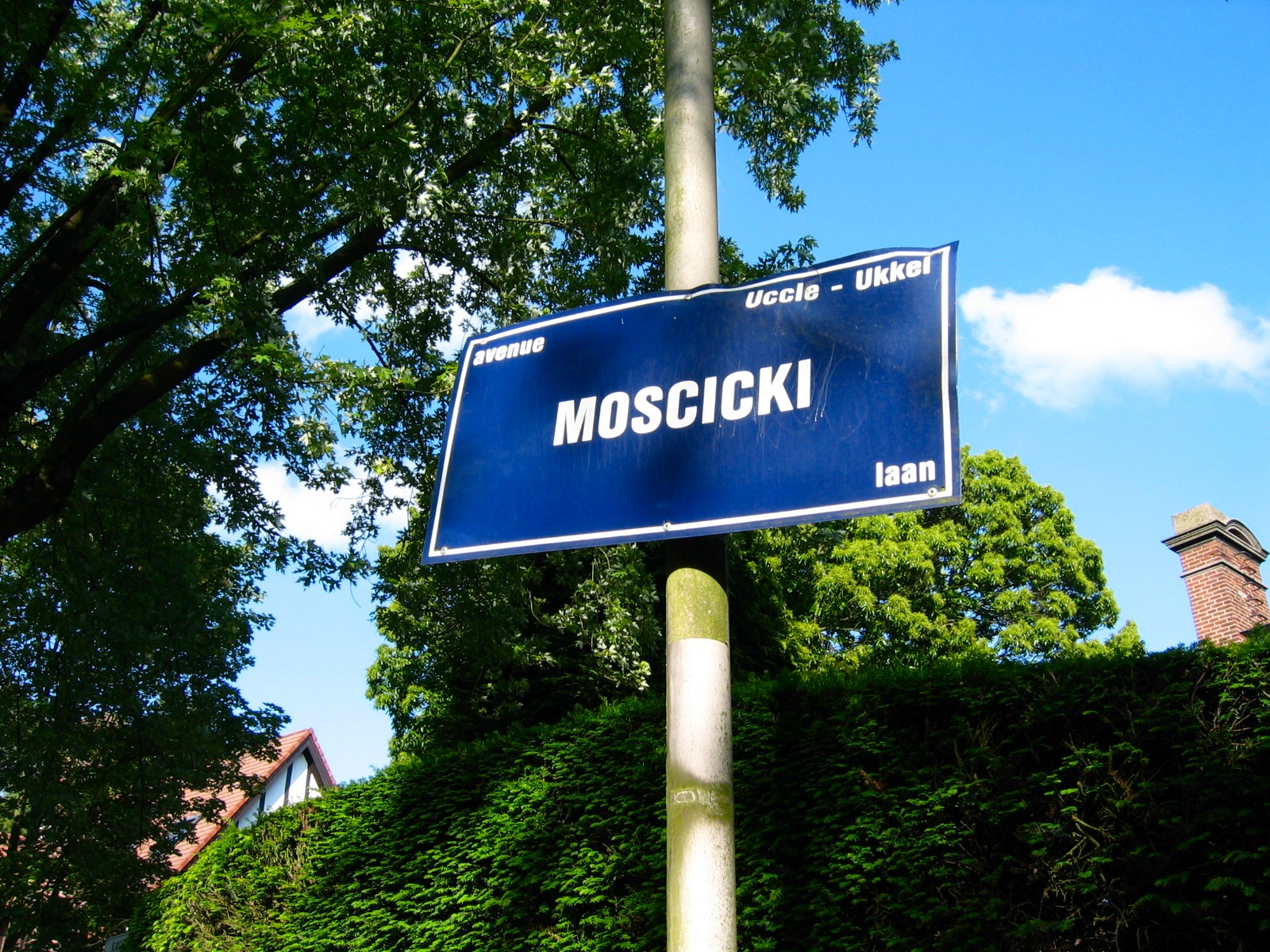
ブリュッセル（ベルギー）のモシチツキ通り

1926年6月1日、ユゼフ・ピウスツキの五月革命(英語版)の後に、かつてピウスツキやポーランド社会党と関わりのあったモシチツキは、ピウスツキの推薦のもとで国民議会(英語版)により大統領に選ばれた（のちにピウスツキはこの推薦を撤回している）。
大統領の時は、ピウスツキの言いなりのようになり、元帥のリーダーシップに対して異論を公然と見せることは一度もなかった。1935年にピウスツキが死亡したのち、ピウスツキの支持者は主に3つに分かれ、一つはモシチツキをピウスツキの後継者として支持し、一つはエドヴァルト・リッツ＝シミグウィ将軍を支持し、一つはヴァレルィ・スワヴェク（Walery Sławek）首相を支持した。
スワヴェクを抗争から排除することを目的に、モシチツキは、その年の末までに、主流から外れたスワヴェクを危険人物と見なす権力分担協定をリッツ=シミグウィと締結した。この協定により、リッツ=シミグウィが開戦までポーランドの事実上の支配者となる一方で、モシチツキも大統領職に留まることで影響力を持ち続けた。
モシチツキは、参加者の大部分が将校であったために「大佐政府(英語版)」と呼ばれていた政府内でも穏健派の大物であった。モシチツキは多くの国粋主義者や最右派のリッツ=シミグウィによる非社会的行為に反対したが、協定はほとんど変わらずに維持された。
モシチツキは1939年9月まで大統領職に就き、その後ルーマニアに抑留され、フランスにより大統領職を辞めされられた。モシチツキは大統領職をボレスワフ・ヴィェニャヴァ=ドゥウゴショフスキ（Bolesław Wieniawa-Długoszowski）に譲ったが、ヴィェニャヴァ＝ドゥウゴショフスキはヴワディスワフ・シコルスキとフランス政府がヴワディスワフ・ラチュキェヴィチ（Władysław Raczkiewicz）を大統領に選んで職を追い出される1日だけ大統領職に就いた。
1939年12月にモシチツキは解放されてスイスへ移住することを許され、第二次世界大戦の間をスイスで過ごした。1946年10月2日にジュネーヴ近郊の自宅にて死去した。